# 国际机场北站
国际机场北站（維吾爾語：خەلقئارا ئايروپورت شىمالىي بېكىتى‎，拉丁维文：Xelq'ara Ayroport Shimaliy békiti）是乌鲁木齐地铁乌鲁木齐国际机场捷运的地铁车站，位于中国新疆维吾尔自治区乌鲁木齐市新市区乌鲁木齐天山国际机场北航站区综合交通中心地下，为机场捷运北端终点站，亦为乌鲁木齐地铁系统最北端车站。于2025年4月17日开通。

## 车站结构

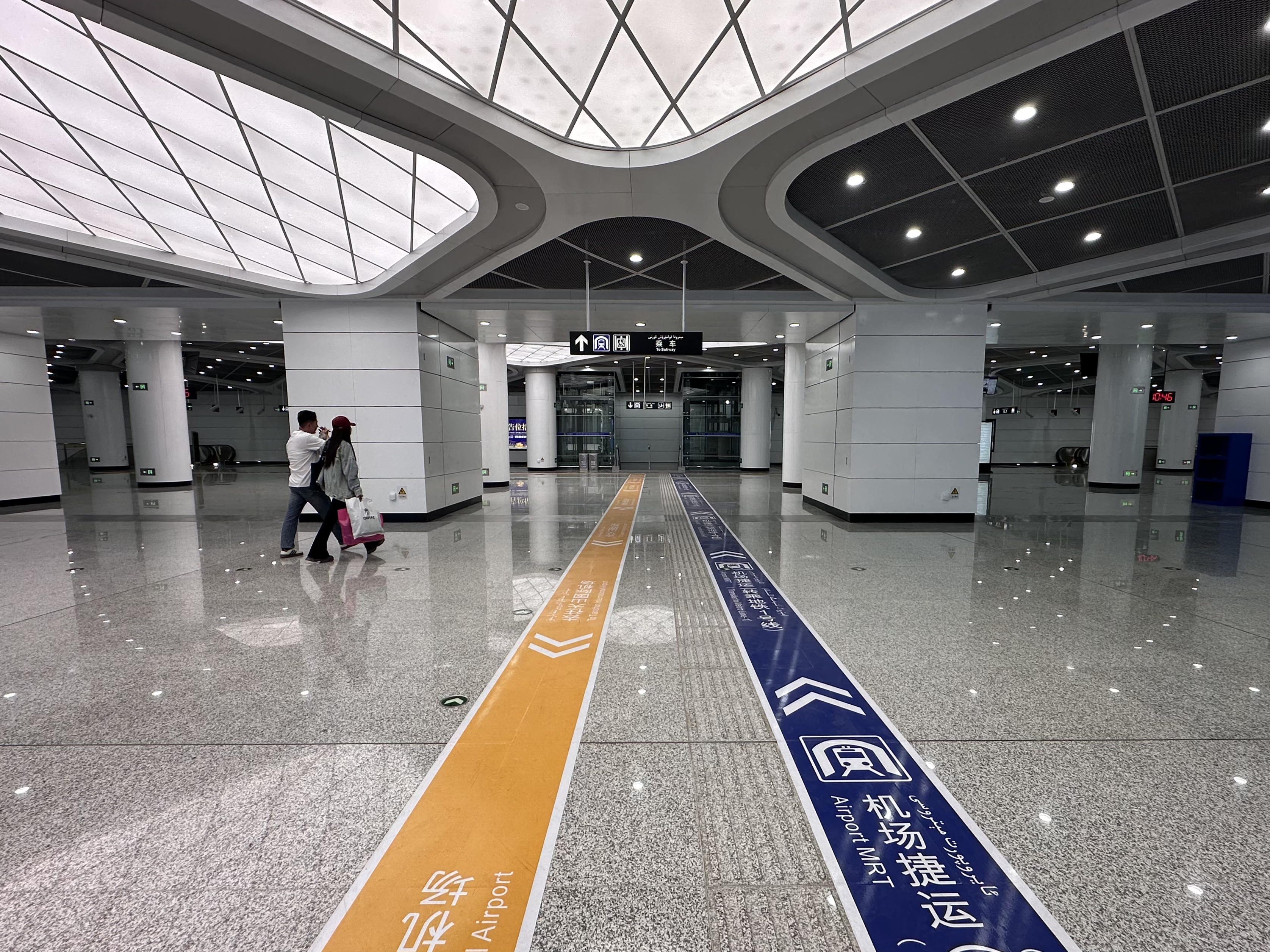
站厅

国际机场北站于北航站区综合交通中心地下东西向设置，为地下两层岛式站台车站，车站长245米，车站地下一层为站厅层，地下二层为站台层，站台设置全高站台门。由于机场捷运免费运营，车站站厅未设售票验票设备，同时，由于本站不设有折返线，机场捷运仅使用南侧站台上落客。
| 地面              | 出入口 | 乌鲁木齐国际机场北航站区综合交通中心、安检设备                                                            |
| 地下一层          | 站厅   | 乘客通道                                                                                                  |
| 地下二层          | 站台   | \| \| \| █ 机场捷运未启用轨道 \| \| 島式 · 開左邊车门 \| \| \| \| \| \| █ 机场捷运往国际机场（終點站） \| |
|                   |        | █ 机场捷运未启用轨道                                                                                      |
| 島式 · 開左邊车门 |        | |
|                   |        | █ 机场捷运往国际机场（終點站）                                                                            |

## 车站出口
国际机场北站整体位于乌鲁木齐国际机场北航站区综合交通中心地下，不设有独立出入口，仅在综合交通中心地面层划分车站区域，需经安检后进入，并通过扶梯或直梯连通车站站厅层。

## 接驳交通

### 航空
- 乌鲁木齐天山国际机场北航站区

### 机场巴士
- 机场巴士1号线，机场巴士2号线，乌鲁木齐机场至昌吉机场巴士，乌鲁木齐机场至独山子机场巴士，乌鲁木齐机场至奎屯机场巴士，乌鲁木齐机场至石河子机场巴士

### 公交车
- 北航站楼：5302路

## 历史
- 2025年4月17日，车站随机场捷运通车开通[1]。